# De Ulykkelige
De Ulykkelige er en amerikansk stumfilm fra 1917 af Frank Lloyd.

## Medvirkende
- William Farnum som Jean Valjean.
- George Moss
- Hardee Kirkland som Javert.
- Gretchen Hartman som Fantine.
- Harry Spingler som Marius.